# اسپرسی آذربایجانی
اسپرسی آذربایجانی (نام علمی: Hedysarum atropatanum) نام یک گونه از سرده اسپرسی است.